# Isoperla ordosi
Isoperla ordosi är en bäcksländeart som beskrevs av Wu, C.F. 1938. Isoperla ordosi ingår i släktet Isoperla och familjen rovbäcksländor. Inga underarter finns listade i Catalogue of Life.